# Georg Albert von und zu Franckenstein

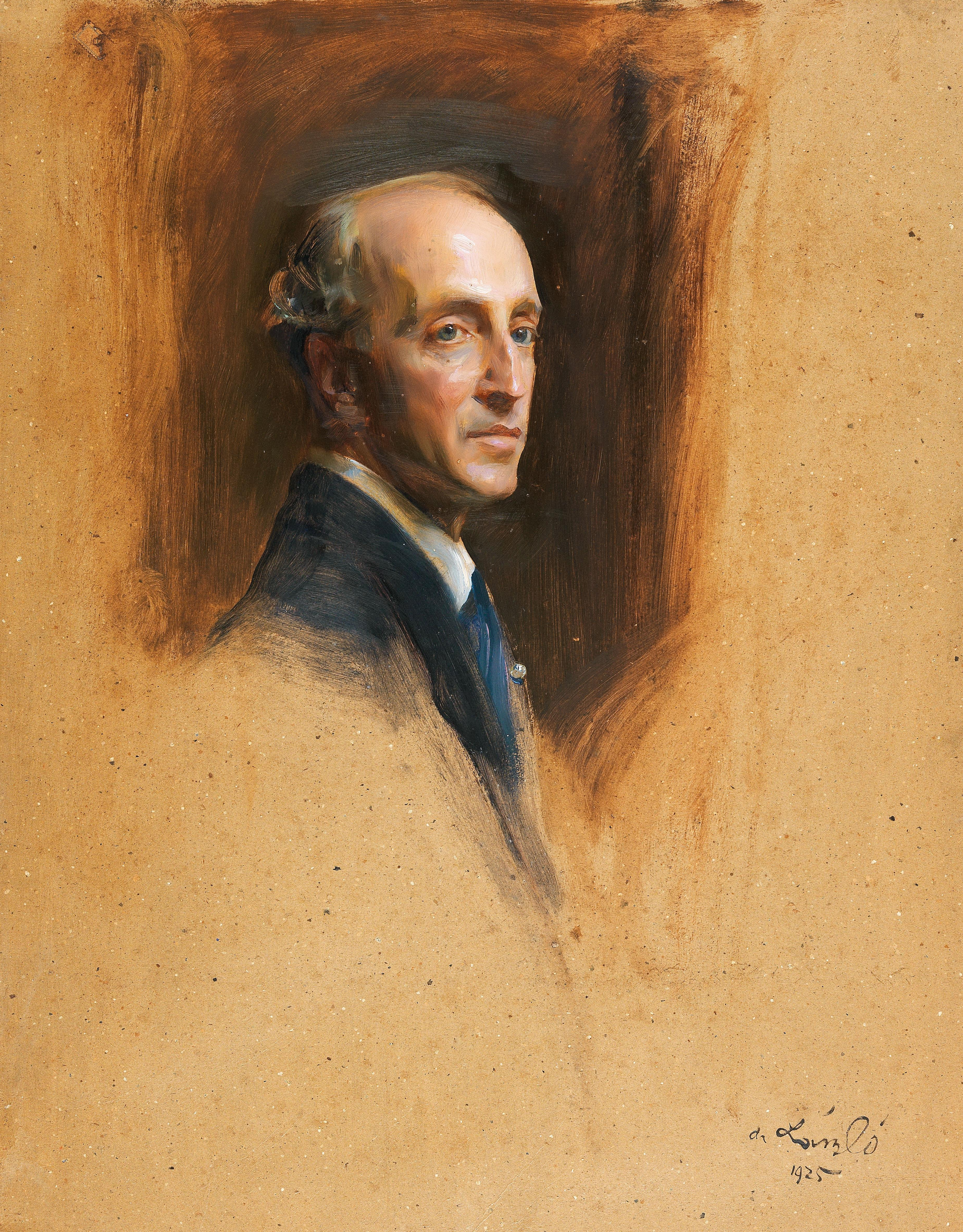
Porträtskizze von Philip Alexius de Laszlo (1925)

Georg Albert Freiherr von und zu Franckenstein, seit 1919 Georg Franckenstein, später auch Sir George Franckenstein GCVO (* 18. März 1878 in Dresden; † 14. Oktober 1953 in Kelsterbach) war ein österreichischer Diplomat und Botschafter in London (1920–1938).

## Leben
Georg Albert Freiherr von und zu Franckenstein war ein Sohn von Karl von und zu Franckenstein (1831–1898), der 1889 Mitglied des Herrenhauses auf Lebenszeit in der Gruppe der Rechten wurde, und der Elma, geborene Gräfin von Schönborn-Wiesentheid (1841–1884). Sein Bruder war der Komponist Clemens von Franckenstein (1875–1942). Beide waren Jugendfreunde Hugo von Hofmannsthals, mit dem sie eine rege Briefkorrespondenz verband. Seine Schwester Leopoldine Freiin von und zu Franckenstein (1874–1918) heiratete 1913 den deutschen Großindustriellen Gustav Hermann von Passavant. Ein Onkel väterlicherseits war Georg Arbogast von und zu Franckenstein.
Von und zu Franckenstein verbrachte seine Kindheit in Franken und Wien. Nach Besuch des Schottengymnasiums und Studium an der Universität Wien trat er in den diplomatischen Dienst des Kaiserreichs Österreich ein. Seine diplomatische Laufbahn führte ihn nach Washington, St. Petersburg und nach Rom. Nach kurzer Verwendung im Ministerium des Äußeren in Wien, wurde er an den japanischen Kaiserhof, nach Indien und nach Brüssel beordert, bis er zum „Kommerzdirektor“ der k.u.k.-Botschaft in London ernannt wurde. Der Beginn des Ersten Weltkrieges 1914 zwang ihn zum Verlassen Großbritanniens. Während des Ersten Weltkrieges amtierte Von und zu Franckenstein von 1915 bis 1918 als diplomatischer Repräsentant der Habsburgermonarchie im deutsch besetzten Belgien und 1918 im von den Mittelmächten besetzten Georgien, wo er gemeinsam mit dem deutschen General Kress von Kressenstein den verfolgten armenischen Flüchtlingen Hilfe zu leisten versuchte.
Aufgrund des Adelsaufhebungsgesetzes von April 1919 änderte sich sein Name in Georg Franckenstein. Nach der Kriegsniederlage der Mittelmächte und dem Zerfall der Doppelmonarchie Österreich-Ungarn gehörte Franckenstein, zwischenzeitlich Legationsrat, im Mai 1919 der österreichische Delegation unter der Leitung von Karl Renner an, die zu den Vertragsverhandlungen in Saint-Germain reiste.
Am 13. Oktober 1920 kehrte Franckenstein als diplomatischer Repräsentant der Republik Österreich nach London zurück. Dort arbeitete er 18 Jahre lang als Austrian Minister to the Court of St. James, also als Gesandter der (Ersten) Republik Österreich (1920–1934) bzw. des diktatorisch regierten Bundesstaates Österreich (1934–1938).
In den frühen 1920er Jahren konnte er durch seine Kontakte in London die gravierende finanzielle Schieflage seines Landes durch Vermittlung internationaler Finanzanleihen ausgleichen. Durch seinen aufwendigen und repräsentativen Lebensstil, insbesondere durch die auch kulturpolitisch motivierte Veranstaltung von Musikabenden und Maskenbällen, genoss er hohes gesellschaftliches Ansehen in London, wo er ungeachtet des Adelsaufhebungsgesetzes von 1919 sich weiterhin als „Baron Franckenstein“ ansprechen ließ. Im Dezember 1937 wurde er von König Georg VI. als Knight Grand Cross des Royal Victorian Order ausgezeichnet. Als Nicht-Brite erfolgte diese Verleihung ehrenhalber und war nicht mit einer Erhebung in den britischen Adelsstand verbunden.
Mit dem Anschluss Österreichs an das Deutsche Reich verlor Franckenstein im März 1938 seine diplomatische Funktion. Er kehrte nicht in seine nunmehr nationalsozialistisch beherrschte Heimat zurück, sondern blieb in London und wurde am 14. Juli 1938 als britischer Staatsbürger naturalisiert. Als nun britischer Untertan stieg er als Knight Grand Cross des Royal Victorian Order in den britischen Adel auf, wurde am 26. Juli 1938 von König Georg VI. zum Ritter geschlagen und durfte sich fortan Sir George Franckenstein nennen. Franckenstein heiratete am 31. Juli 1939 die junge Engländerin Editha King. Am 28. Mai 1944 wurde sein Sohn Clement George geboren, der später unter dem Namen Clement von Franckenstein Schauspieler wurde.
George Franckenstein und seine Frau starben am 14. Oktober 1953 als Passagiere einer Convair CV-240 beim Flugunfall der Sabena bei Kelsterbach.
Auf einer Darstellung seines Sohnes Clement Franckenstein beruht die Legende, dass George Franckenstein nach dem Ende des Zweiten Weltkriegs im Jahr 1945 angeboten wurde, „Österreichs erster Bundespräsident“ zu werden. Clement Franckenstein: „Als Diplomat alten Stils lehnte er das ehrenvolle Ansinnen höflich und nach reiflicher Überlegung ab, da er es als undankbar gegenüber den Briten empfunden hätte, die ihn vor Hitler geschützt und ihm ihre Staatsbürgerschaft und Titel verliehen und seiner Familie geholfen hatten.“

## Ehrungen
- 26. Juni 1935: Ehrendoktor in Zivilrecht der Universität Oxford[6]

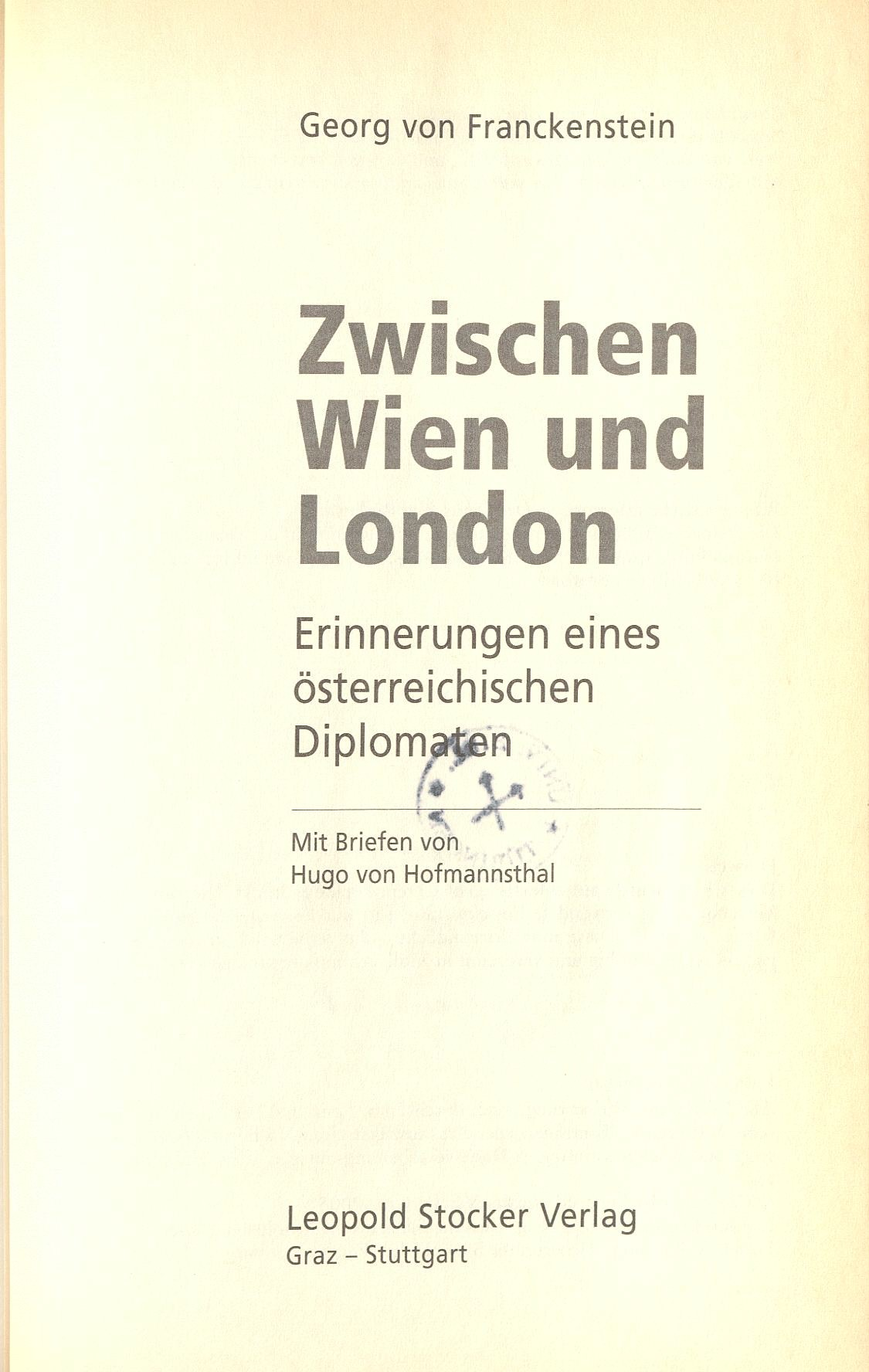
Deutschsprachige Ausgabe der Erinnerungen (2005)

## Schriften
- Sir George Franckenstein, G.C.V.O., D.C.L. (Hon.) Oxon: Facts and features of my life. Austrian Minister to the Court of St. James, 1920–1938. London, 1939.[16]
  - Georg von Franckenstein: Zwischen Wien und London. Erinnerungen eines österreichischen Diplomaten. Mit Briefen von Hugo von Hofmannsthal. Vorwort von Lothar Höbelt. Vorwort von Clement von Franckenstein. Graz: Leopold Stocker, 2005, ISBN 3-7020-1092-0.[15]
- Otto Erich Deutsch, George Franckenstein (Hrsg.): The World of Music. London: Passish, 1950